# Indigofera retusa
Indigofera retusa är en ärtväxtart som beskrevs av Nicholas Edward Brown. Indigofera retusa ingår i släktet indigosläktet, och familjen ärtväxter. Inga underarter finns listade i Catalogue of Life.